# Ucraina ai XVIII Giochi olimpici invernali
L'Ucraina partecipò ai XVIII Giochi olimpici invernali, svoltisi a Nagano, Giappone, dal 7 al 22 febbraio 1998, con una delegazione di 56 atleti impegnati in dieci discipline.